# IC 600
IC 600 — галактика типу SBdm (карликова спіральна витягнута галактика) у сузір'ї Секстант.
Цей об'єкт міститься в оригінальній редакції індексного каталогу.